# Bornich

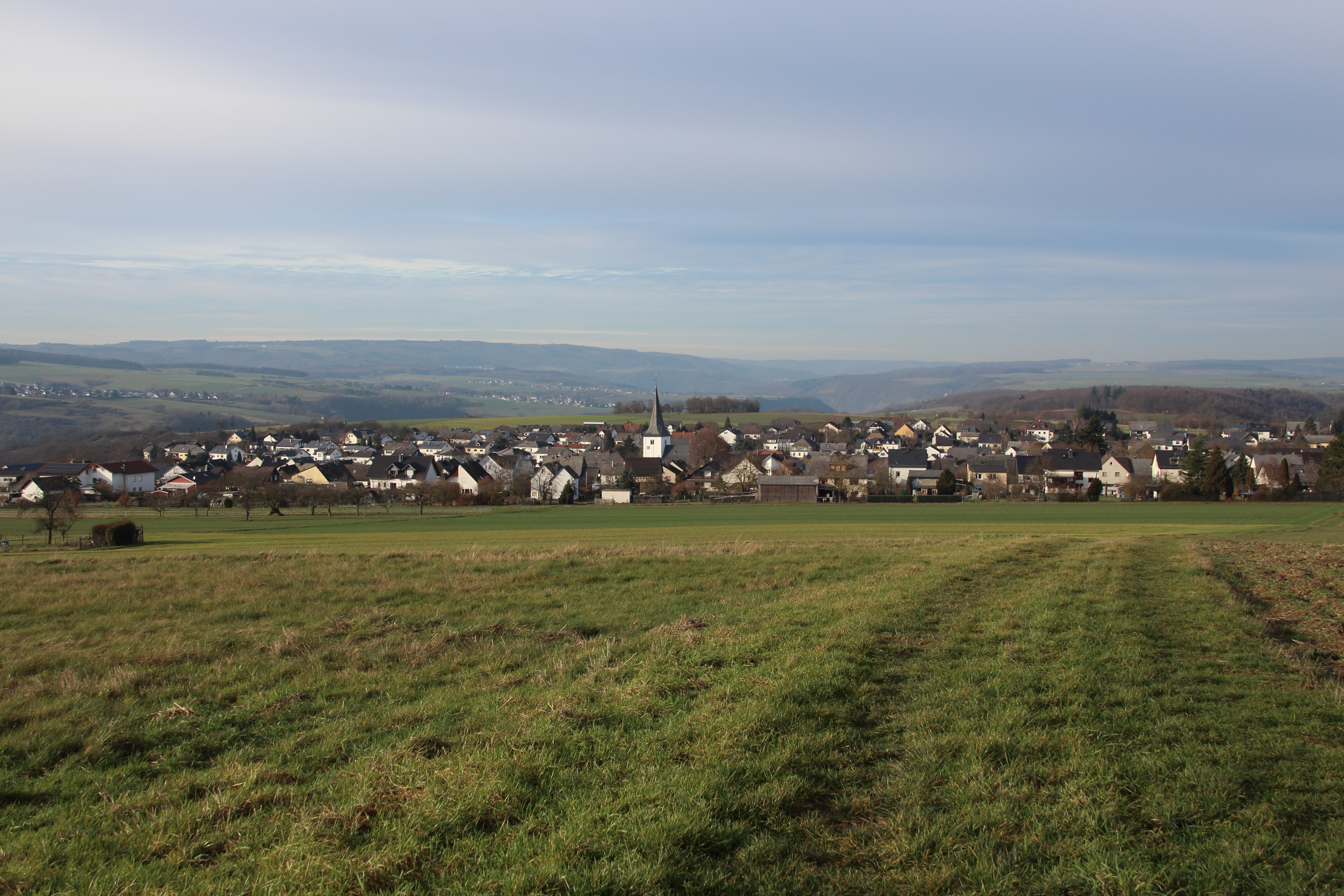
Blick auf Bornich

Bornich ist eine Ortsgemeinde im Rhein-Lahn-Kreis in Rheinland-Pfalz. Sie gehört der  Verbandsgemeinde Loreley an, die ihren Verwaltungssitz in St. Goarshausen hat.

## Geographie
Der Ort liegt auf einer Hochfläche in den Ausläufern der Taunushöhen (westlicher Hintertaunus), oberhalb des Mittelrheins (rechtsrheinisch) ungefähr 300 m ü. NHN. Das Gemeindegebiet schließt das drei Kilometer entfernte Loreleyplateau und alle dort befindlichen Bauwerke und Aussichtspunkte mit ein. Zu Bornich gehören auch die Siedlungen Leiselfeld, Loreley und Sehnental sowie die Wohnplätze Gemeindemühle, Göttertsmühle, Rothe-Mühle, Schlagermühle, Spießer-Mühle und Am Spieß.

## Geschichte
Bornich wurde erstmals in einer Urkunde aus dem Jahr 1138 erwähnt. Im 13. Jahrhundert zählte der Ort zur Grafschaft Katzenelnbogen, die nach dem Tod des Philipp I. von Katzenelnbogen auf dem Erbweg an die Landgrafen von Hessen fiel. Mehrere Brände im 16. Jahrhundert verwüsteten die mittelalterliche Bausubstanz, von der nur Teile der Kirche erhalten blieben.
Nachdem das Gebiet der Niedergrafschaft Katzenelnbogen im Dreißigjährigen Krieg strittig zwischen Hessen-Kassel und Hessen-Darmstadt war und 1626 vorübergehend von dieser eingenommen wurde, wurde es im Westfälischen Frieden 1648 teilweise dem teilsouveränen Fürstentum Hessen-Rotenburg (ab 1658 Hessen-Rheinfels-Rotenburg) zugesprochen und damit – da dieses von Hessen-Kassel abhängig war – indirekt an letzteres restituiert. Gemäß historischer Zeichnungen aus dem 17. und 18. Jahrhundert war das nur locker bebaute Gelände auf der Rheinhöhe in diesem Zeitraum weitläufig von einer Stadtmauer mit drei Stadttoren und Graben umgeben; diese Ummauerung ist nicht erhalten. Einige Scheunen aus dem 18. Jahrhundert bestehen noch.
Mit der Einnahme und Zerstörung der linksrheinisch gegenüber liegenden Burg Rheinfels von französischen Revolutionstruppen (1794) und Annexion an das Rhein-Mosel-Departement (1798) wurde auch das rechtsrheinische Gebiet des zu Hessen-Kassel gehörenden Teils der Niedergrafschaft Katzenelnbogen ab 1806 (siehe pays réservé) napoleonisch kontrolliert. Ein Jahr nach dem Wiener Kongress kam Bornich zusammen mit der Niedergrafschaft Katzenelnbogen durch einen Tauschvertrag 1816 an das 1806 neu entstandene Herzogtum Nassau; Bornich wurde 1866 preußisch (Provinz Hessen-Nassau) und nach dem Zweiten Weltkrieg 1946 Teil des Landes Rheinland-Pfalz.
Die Bebauung Bornichs verdichtete sich erst im Laufe des 19. und 20. Jahrhunderts zu einem geschlossenen Ortskern.
Am 26. März 1945 wurde Bornich von amerikanischen Truppen besetzt.
Bevölkerungsentwicklung
Die Entwicklung der Einwohnerzahl der Gemeinde Bornich, die Werte von 1871 bis 1987 beruhen auf Volkszählungen:
| Jahr | Einwohner |
| ---- | --------- |
| 1815 | 757       |
| 1835 | 926       |
| 1871 | 989       |
| 1905 | 984       |
| 1939 | 938       |
| 1950 | 1.052     |
| 1961 | 1.006     |

| Jahr | Einwohner |
| ---- | --------- |
| 1970 | 1.004     |
| 1987 | 1.062     |
| 1997 | 1.182     |
| 2005 | 1.103     |
| 2011 | 1.049     |
| 2017 | 935       |
| 2021 | 942       |

## Politik

### Gemeinderat
Der Gemeinderat in Bornich besteht aus zwölf Ratsmitgliedern, die bei der Kommunalwahl am 9. Juni 2024 in einer Mehrheitswahl gewählt wurden, und dem ehrenamtlichen Ortsbürgermeister als Vorsitzendem. Bis zur Wahl 2019 waren es 16 Ratsmitglieder.
Die Sitzverteilung im Gemeinderat:
| Wahl | SPD               | CDU               | FWG               | WGáW              | Gesamt   |
| ---- | ----------------- | ----------------- | ----------------- | ----------------- | -------- |
| 2024 | per Mehrheitswahl | per Mehrheitswahl | per Mehrheitswahl | per Mehrheitswahl | 12 Sitze |
| 2019 | –                 | –                 | 7                 | 5                 | 12 Sitze |
| 2014 | –                 | –                 | 11                | 5                 | 16 Sitze |
| 2009 | 4                 | 3                 | 9                 | –                 | 16 Sitze |
| 2004 | 5                 | 3                 | 8                 | –                 | 16 Sitze |

- FWG = Freie Wählergruppe Bornich e. V.
- WGáW = Wählergruppe á Wengen

### Bürgermeister
Elias Metz wurde am 1. Juli 2024 Ortsbürgermeister von Bornich. Bei der Direktwahl am 9. Juni 2024 war er als einziger Bewerber mit einem Stimmenanteil von 83,5 % gewählt worden. Er galt im Juli 2024 als jüngster Bürgermeister Deutschlands.
Die Vorgängerin von Elias Metz, Karin Kristja, kandidierte 2024 nicht erneut als Ortsbürgermeisterin. Bis August 2012 hatte Hartmut Sopp das Amt inne.

### Wappen
| Wappen von Bornich | Blasonierung: „In Grün die wachsende Gestalt St. Urbans, des Schutzpatrons der Winzer, in silberner, goldbordierter Dalmatica und mit ebensolchem Birett, schwarzem Haupthaar und Bart, in der rechten einen goldenen Palmwedel haltend, die Linke auf den oberen Rand eines unten vor ihm schwebenden blauen Schildes gelegt, darin ein goldbewehrter, neunmal von Silber und Rot geteilter Löwe.“ |
| Wappen von Bornich | |

## Kultur und Sehenswürdigkeiten

### Bauwerke

#### Pfarrkirche

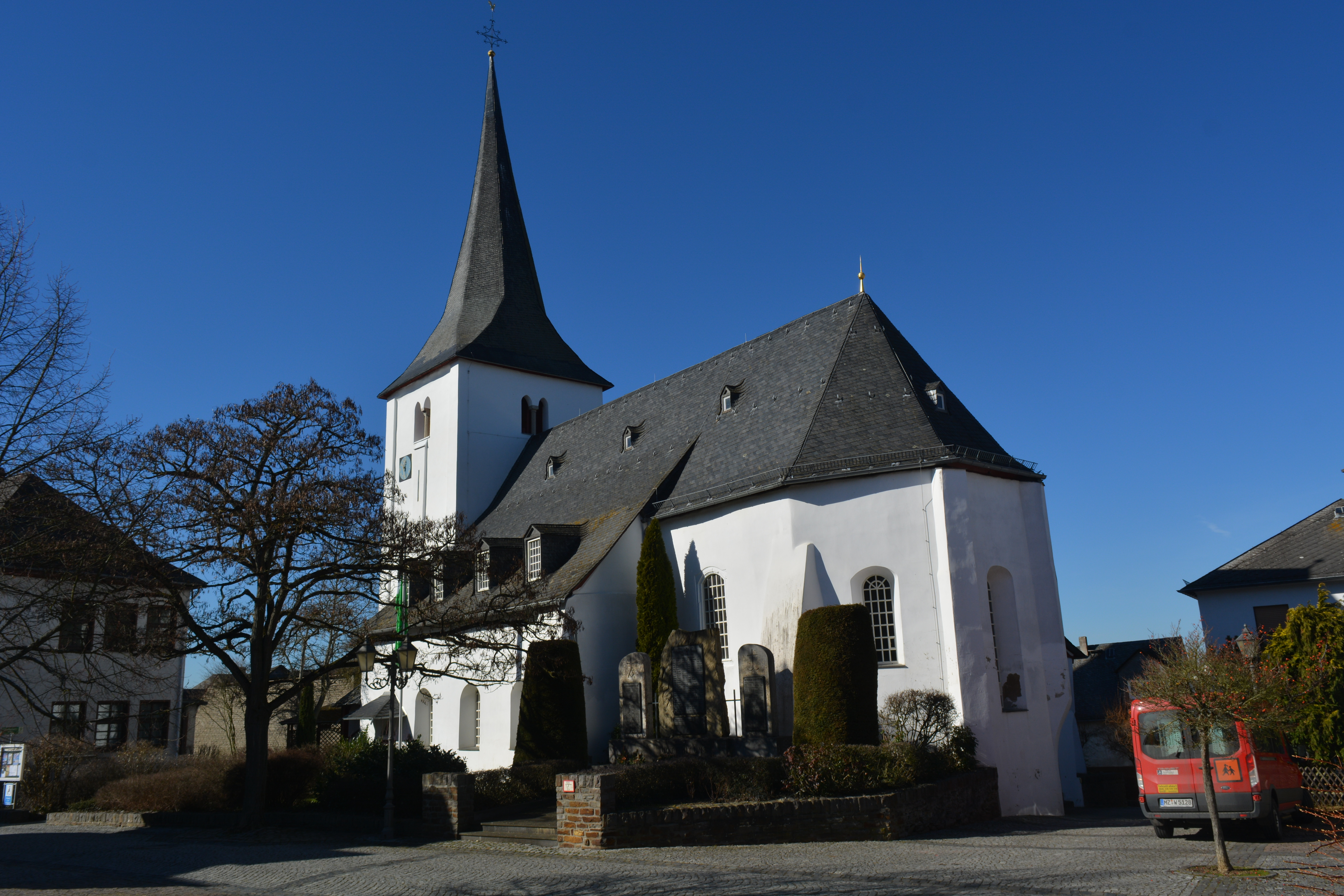
Evangelische Pfarrkirche Bornich

Die heute evangelische Kirche des Orts stammt in Teilen (Turm und Abschnitte des Kirchenschiffs) aus dem 12. Jahrhundert. Die übrigen Teile des Ursprungsbaus sind im 16. Jahrhundert abgebrannt. Vor der Reformation war Bornich Mutterkirche von Burg Katz, Burg Reichenberg, St. Goarshausen und Patersberg. Der Kirchenneubau von 1573 wurde im 18. Jahrhundert an der Südseite erhöht sowie in den Jahren 1960–62 restauriert.
Trotz barocker Veränderung im 18. Jahrhundert mit Stuckdecke und hölzerner Empore ist im Inneren die Struktur der ursprünglich romanischen Pfeilerbasilika mit aus der Wand geschnittenen Arkaden noch gut nachvollziehbar. Der Chor ist im Kern gotisch.
Markante Ausstattungsstücke sind der Orgelprospekt (1708), die 1724 eingebaute Kanzel sowie ein Ölgemälde, Kreuzigung mit Maria und Johannes darstellend, der flämischen Schule in der Nachfolge Peter Paul Rubens zugeschrieben.

#### Rathaus
Das Rathaus befindet sich im ehemaligen Schulgebäude von 1726. Zwei Vorläuferbauten sind zerstört.

### Naturdenkmäler

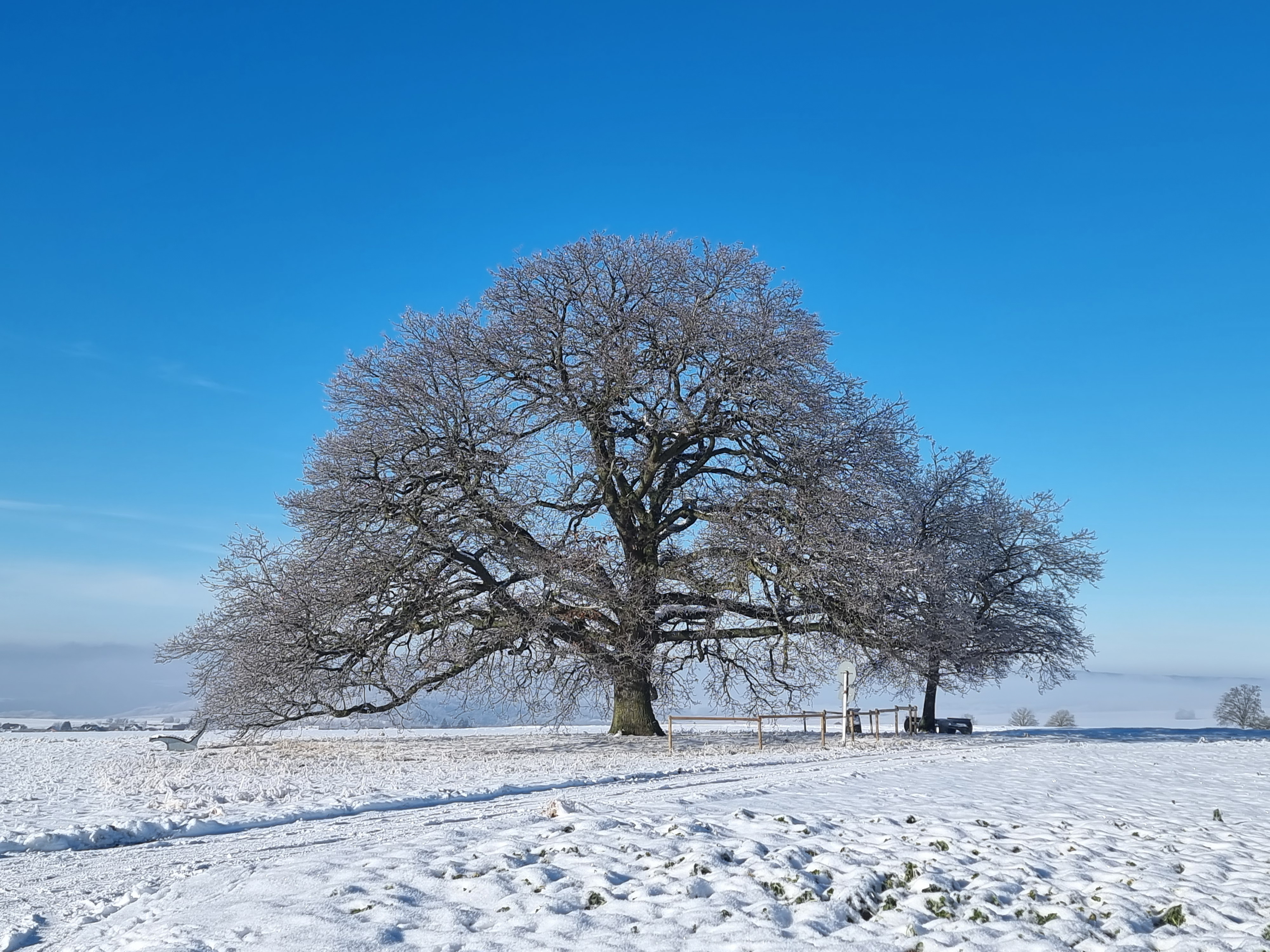
Die Adolfseiche bei Bornich

Die frei auf der Höhe außerhalb des Dorfes stehende Adolfseiche wurde 1864 zu Ehren Adolfs I., des Herzogs von Nassau und späteren Großherzogs von Luxemburg, gepflanzt. Von dieser Höhe reicht eine weite Aussicht ins Rheintal und die umgebenden Rheinhöhen.

## Wirtschaft

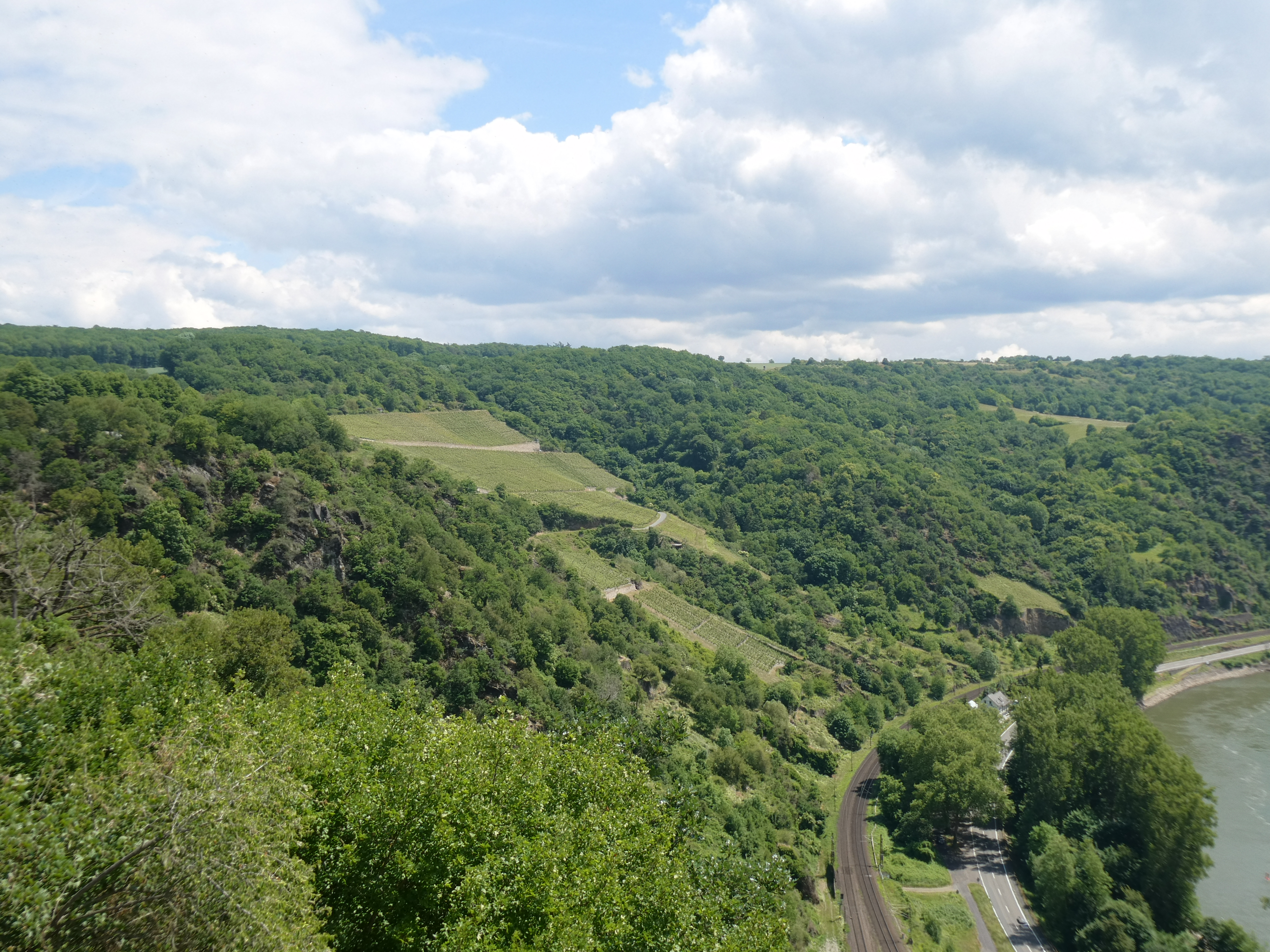
Weinlagen Bornicher Rothenack und Sankt Goarshausener Loreley-Edel

Ein wesentlicher Wirtschaftsbetrieb im Ort ist Weinanbau. Die Weinlage Bornicher Rothenack am Loreleyfelsen gehört im Mittelrheintal zum Bereich Loreley.

## Persönlichkeiten

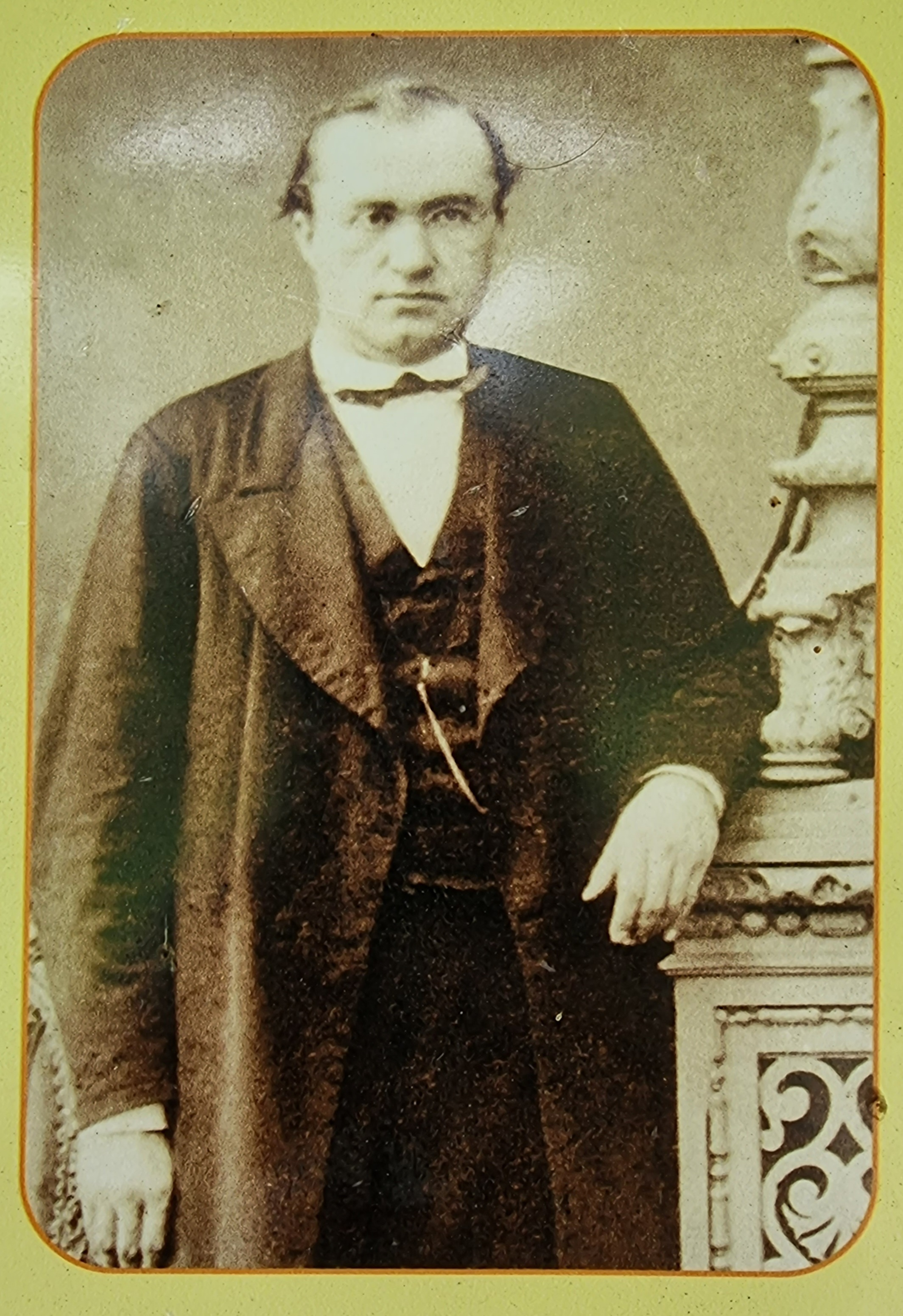
August Fuchs (1839–1904)

- August Fuchs (1839–1904), Insektenforscher und Schmetterlingskundler, Pfarrer in Bornich
- Hugo Fuchs (1875–1954), Anatom und Wirbeltiermorphologe, Hochschullehrer
- Alfred Fuchs (1877–1954), Maler
- August Schupp (1881–1955), Winzer und Mitglied des Provinziallandtages der Provinz Hessen-Nassau